# Saint-Étienne-le-Laus
Saint-Étienne-le-Laus è un comune francese di 301 abitanti situato nel dipartimento delle Alte Alpi della regione Provenza-Alpi-Costa Azzurra. Il comune è il più prossimo al santuario dedicato a Nostra Signora del Laus, appellativo con cui i cattolici venerano Maria, in seguito alle apparizioni che avrebbe avuto, dal 1664 al 1718, la pastorella francese Benedetta (Benoîte) Rencurel.

## Società

### Evoluzione demografica
Abitanti censiti